# Григишкес
Гри́гишкес (лит. Grigiškės, рус. Григорьево/Григишки) — город в Вильнюсском уезде Литвы, административный центр Григишкского староства. Входит в состав Вильнюсского городского самоуправления — единственного из семи городских самоуправлений Литвы, включающего в себя больше одного населённого пункта.

## Географическое расположение
Григишкес расположен в 12 км к западу от центра Вильнюса, на левом берегу реки Вилия в месте впадения в неё притока Воке, в 1 км на севере от деревни Салос.

## История
Захоронения V—VII и VIII—X веков в окрестностях города указывают на то, что поселения в данной местности существовали издревле. Однако в современном виде город начал формироваться только с начала XX века, когда в этих местах был построен завод по производству картона и бумаги. После Второй мировой войны завод был расширен, что способствовало дальнейшему росту города, который происходил в основном[насколько?] за счёт рабочих из Белоруссии и репатриантов, депортированных в отдалённые северные районы РСФСР.
15 мая 1958 года Григишкес получил статус посёлка городского типа, также в этом же году была основана первая школа с обучением на литовском языке.
В 1968 году была открыта библиотека.

### Административно-территориальное подчинение
Между Первой и Второй мировой войной Григишкес входил в Виленско-Трокски повет Виленского воеводства Польши.
Во время Литовской ССР входил в состав Тракайского района.
С 1995 года получил статус административного центра Григишкского староства, и вошёл в состав Тракайского районного самоуправления Вильнюсского уезда.
21 декабря 1999 года Григишкес (вместе с Григишкским староством) был включён в состав Вильнюсского городского самоуправления.

## Население
| 1959                           | 1970 | 1977 | 1979 | 1985   | 1989   |
| ------------------------------ | ---- | ---- | ---- | ------ | ------ |
| 2578                           | 5026 | 6800 | 8259 | 10 600 | 11 610 |
| Гистограмма динамики населения |      |      |      |        |        |

| Год  | Численность | Численность |
| ---- | ----------- | ----------- |
| 2001 | 11 485      | [ 6 ]       |
| 2002 | 11 395      | [ 6 ]       |
| 2003 | 11 444      | [ 6 ]       |
| 2004 | 11 474      | [ 6 ]       |
| 2005 | 11 496      | [ 6 ]       |
| 2006 | 11 440      | [ 6 ]       |
| 2007 | 11 368      | [ 6 ]       |
| 2008 | 11 294      | [ 6 ]       |
| 2009 | 11 250      | [ 6 ]       |
| 2010 | 11 137      | [ 6 ]       |
| 2011 | 10 896      | [ 6 ]       |
| 2012 | 10 656      | [ 6 ]       |
| 2013 | 10 484      | [ 6 ]       |
| 2014 | 10 394      | [ 6 ]       |
| 2015 | 10 433      | [ 6 ]       |
| 2016 | 10 467      | [ 6 ]       |
| 2017 | 10 580      | [ 7 ]       |
| 2018 | 10 641      | [ 6 ]       |
| 2019 | 10 725      | [ 6 ]       |
| 2020 | 10 808      | [ 6 ]       |
| 2021 | 9950        | [ 6 ]       |
| 2022 | 9833        | [ 6 ]       |
| 2023 | 9750        | [ 6 ]       |

## Символика
Герб города был утверждён 10 декабря 1996 года. Флаг — 9 марта 1997 года.

## Экономика
В северной части города расположена бумажная фабрика предприятия «Grigiškės», основанного в 1923 году. В 1980—1985 гг. оно было крупнейшим в Литве предприятием целлюлозно-бумажной промышленности. Фабрика специализирована под производство бумажно-санитарной продукции, гофрированного картона и коробок, твердых и окрашенных твёрдоволокнистых плит.

## Транспорт
Город с северо-запада на юго-восток пересекает автомагистраль A1 (Клайпеда-Каунас-Вильнюс), являющаяся частью европейского маршрута E 85.
Город связан 6-километровой железнодорожной веткой со станцией Панеряй.

## Образование
В городе действует две средние школы:
- Григишкская гимназия (лит. lt:Grigiškių gimnazija);
- Григишкская гимназия «Šviesos» (лит. Grigiškių „Šviesos“ gimnazija).

А также начальная школа, центр для детей и подростков, школа искусств, и три детских сада:
- «Lokiuko giraitė»;
- «Rugelis»;
- «Pelėdžiukas».

## Спорт

### Футбольные клубы
- Staff[лит.];
- Grigiškės[лит.];
- TEC Vilnius[лит.].